# Wysłodki

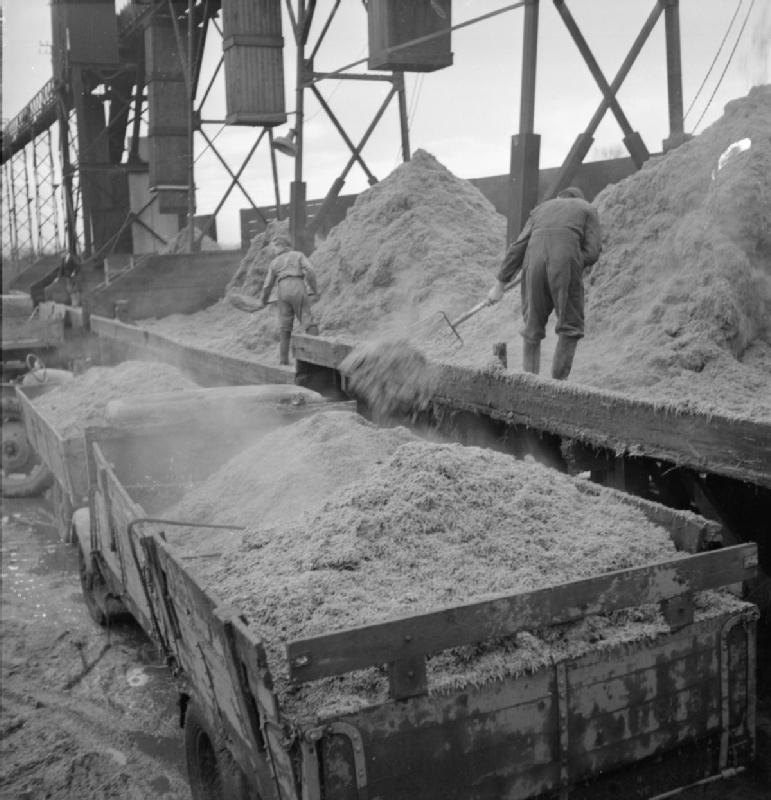
Załadunek mokrych wysłodków, fot. 1943 r.

Wysłodki buraczane – produkt uboczny powstający podczas produkcji cukru spożywczego z buraków cukrowych. Wykorzystywane są najczęściej jako pasza dla zwierząt. Wysłodki buraczane mogą być też wykorzystane do produkcji metanu lub na kiszonkę.
Wysłodki mokre zawierają: sucha masa 11,74%, popiół surowy 0,66%, białko surowe 1,16%, tłuszcz surowy 0,15%, włókno surowe 2,16%, bezazotowe związki wyciągowe 7,61%. Zawierają również sole mineralne (g/kg suchej masy) Ca 9,7; P 1,0; Na 1,8; K 3,5; Mg 3,1. Wartość pokarmowa przedstawia się następująco: 0,588 NEL MJ, 0,10 JPM, 0,10 JPŻ, 5,66 g BTJN i 3,70 g BTJE.
Wysłodki prasowane zawierają: sucha masa 21,39%, popiół surowy 0,85%, białko surowe 3,02%, tłuszcz surowy 0,20%, włókno surowe 4,35%, bezazotowe związki wyciągowe 12,97%. Składniki mineralne stanowią (g/kg suchej masy): Ca 8,4; P 1,1; Na 0,3; K 6,4; Mg 2,1. Wartość pokarmowa wynosi: 1,630 NEL MJ, 0,24 JPM, 0,23 JPŻ, 12,29 g BTJN i 19,33 g BTJE.